# 倉丸莉子
倉丸莉子（日语：／ Kuramaru Riko，1998年6月21日—），舊藝名倉岡水巴（日语：／ Kuraoka Mizuha），是日本的女性聲優、偶像、廣播主持人。滋賀縣出身。曾是虛擬聲優偶像團體22/7的成員，於2021年11月底從22/7中畢業。现为所属艺人。

## 簡歷
2016年12月24日在22/7甄選的10,325名中參加者脫穎而出。並暫定擔任河野都的聲優。
2021年9月30日，宣佈在22/7畢業。
2022年1月5日，以「倉丸莉子」的名字加入舞梦Pro。
2023年3月31日，因為身體狀况不佳和個人希望而離開舞夢Pro。

## 人物
中學時被當時仍是高中生的瀨戶麻沙美展現的演技感動而決定當聲優。雖然被雙親反對，最後仍受到認同。

## 演出作品
※粗體字為主要角色。

### 電視動畫
2017年
- 跳水男孩（小學生[1]）※名義

2018年
- 遙的接球（女子）※名義

2020年
- 22/7（河野都[8]）

2021年
- 擾亂 THE PRINCESS OF SNOW AND BLOOD（少年）

### 網路動畫
- 中外製藥 風濕病疾患啟發動畫 眼鏡的魔法（2018年，望[9]）

### 電視節目
- 22/7 計算中（2018年7月7日－2019年12月28日，河野都）
- 「CENCOROLL 連結」公開記念特別節目（2019年7月6日，導覽[10]）

### 廣播節目
- 22/7 除不盡廣播（2017年4月9日－2018年7月1日，不定期，超!A&G+）[11]
- （2019年4月7日－，超!A&G+）每週日11:00～11:30[12]
- （2019年8月，周一助理主持，超!A&G+）
- SPIKE!! （毎週六 18:00，FM滋賀）[13]

## 外部連結
- 事务所个人介绍页 （页面存档备份，存于） （日語）
- 倉丸莉子的X（前Twitter）（日語）
- 22/7個人資料（日語）
- 22/7 OFFICIAL BLOG（倉岡水巴的記事） （页面存档备份，存于）（日語）
- 22/7 倉岡水巴的X（前Twitter）（日語）